# Saint Pete Beach
Saint Pete Beach é uma cidade localizada no estado americano da Flórida, no condado de Pinellas. Foi incorporada em 1957.

## Geografia
De acordo com o United States Census Bureau, a cidade tem uma área de 51,2 km², onde 5,5 km² estão cobertos por terra e 45,7 km² por água.

## Demografia
Segundo o censo nacional de 2010, a sua população é de 9 346 habitantes e sua densidade populacional é de 1 694,14 hab/km². Possui 7 854 residências, que resulta em uma densidade de 1 423,68 residências/km².

## Geminações
- Sandown, Ilha de Wight, Inglaterra [4]